# Elizabeth Ashley
Pour les articles homonymes, voir Ashley.
Elizabeth Ashley, de son vrai nom Elizabeth Ann Cole, est une actrice américaine née le 30 août 1939 à Ocala en Floride aux États-Unis.

## Biographie
Ashley est née à Ocala, Floride. Ses parents sont Arthur Kingman Cole et Lucille Ayer. Leur famille a déménagé en Louisiane où Elizabeth a fait ses études à l'Université d'État de Louisiane à Bâton-Rouge et obtenu son diplome en 1957. Après l'obtention du diplôme, Elizabeth à l'esprit libéral s'est immédiatement lancée dans une carrière d'actrice et a déménagé à New York.

### Vie privée
Elle fut mariée de 1962 à 1965 à l'acteur James Farentino, puis de 1966 à 1972 à l'acteur George Peppard, avec qui elle a eu un enfant et à James McCarthy de 1975 à 1981.

## Carrière
En 1962, Ashley a eu le prix Tony Awards en catégorie Meilleure actrice dans un second rôle dans une pièce pour Take Her, She's Mine. En 1963, elle a incarné Corie dans la production originale du Broadway de Barefoot in the Park par Neil Simmon. Elle joue Maggie dans la reprise de La Chatte sur un toit brûlant de Tennessee Williams à Broadway en 1974. Elle a reçu Tony Awards nominations pour les deux performances.

## Filmographie
- 1960 : The DuPont Show of the Month (série télévisée)
- 1961 : Les Accusés (The Defenders) (série télévisée) : Joyce Harkavy
- 1961 : The United States Steel Hour (en) (série télévisée)
- 1962 : The Nurses (série télévisée) : Barbara Bowers
- 1962 : Ben Casey (série télévisée) : Jane Brewster
- 1963 : Route 66 (série télévisée) : Maria
- 1963 : Sam Benedict (série télévisée) : Cindy Messerman
- 1963 : Stoney Burke (série télévisée) : Donna Weston
- 1964 : Les Ambitieux (The Carpetbaggers) : Monica Winthrop
- 1965 : La Nef des fous (Ship of Fools) : Jenny Brown
- 1965 : Le Témoin du troisième jour (The Third Day) : Alexandria Mallory
- 1966 : Match contre la vie (Run for Your Life) (série télévisée) : Diana Fuller
- 1966 : Hawk (série télévisée) : Donna
- 1969 : Hallmark Hall of Fame (série télévisée) : Sally Devlin
- 1970 : Love, American Style (série télévisée)
- 1970 : Médecins d'aujourd'hui (Medical Center) (série télévisée) : Anne Forley
- 1970 : Le Virginien (The Virginian) (série télévisée) : Faith
- 1971 : Harpy (TV) : Marian
- 1971 : The Marriage of a Young Stockbroker (en) de Lawrence Turman : Nan
- 1971 : The Face of Fear (TV) : Sally Dillman
- 1971 : Mission impossible (Mission: Impossible) (série télévisée) : Lois Stoner
- 1972 : Insight (série télévisée)
- 1972 : When Michael Calls (en) (TV) : Helen Connelly
- 1972 : Second Chance (TV) : Ellie Smith
- 1972 : Ghost Story (série télévisée) : Karen
- 1972 : Le Coup (The Heist) (TV) : Diane Craddock
- 1972 : Your Money or Your Wife (TV) : Laurel Plunkett
- 1973 : Le Magicien (The Magician) (série télévisée) : Sally Baker
- 1973 : Paperback Hero : Loretta
- 1973 : Police Story (série télévisée) : Jannette Johnson
- 1973 : The Six Million Dollar Man: Solid Gold Kidnapping (TV) : Dr Erica Bergner
- 1974 : Mannix (série télévisée) : Karen Winslow
- 1974 : L'Homme de fer (Ironside) (série télévisée) : Laura Keyes
- 1974 : Sur la piste du crime (The F.B.I.) (série télévisée) : Claire
- 1974 : Les 7 aiguilles d'or (en) (Golden Needles) de Robert Clouse : Felicity
- 1975 : Rancho Deluxe de Frank Perry Cora Brown
- 1975 : 92 in the Shade : Jeannie Carter
- 1976 : One of My Wives Is Missing (TV) : Elizabeth Corban
- 1976 : Un cowboy en colère (The Great Scout & Cathouse Thursday) : Nancy Sue
- 1977 : Family (série télévisée) : Elizabeth Kraft
- 1977 : The War Between the Tates (TV) : Erica Tate
- 1978 : Morts suspectes (Coma) : Mrs. Emerson
- 1978 : Tom and Joann (TV) : Joan Hammil
- 1978 : Du feu dans le ciel (A Fire in the Sky) (TV) : Sharon Allan
- 1980 : Gypsy Angels
- 1980 : Windows : Andrea Glassen
- 1981 : Paternity : Sophia Thatcher
- 1982 : Freedom to Speak (feuilleton TV) : Jane Addams / Dorothea Dix
- 1982 : Saturday Night Live : Host
- 1982 : Split Image : Diana Stetson
- 1983 : Svengali (TV) : Eve Swiss
- 1984 : He's Fired, She's Hired (TV) : Freddie Fox
- 1985 : La croisière s'amuse (The Love Boat) (série télévisée)
- 1985 : Cagney et Lacey (série télévisée) : Michelle Zal
- 1985 : Le Voyageur (The Hitchhiker) (série télévisée) : Mrs. Baxter
- 1986 : Stagecoach (TV) : Dallas
- 1987 : Une couple à la une (Warm Hearts, Cold Feet) (TV) : Blanche Webster
- 1987 : The Two Mrs. Grenvilles (TV) : Babette
- 1987 : Deux flics à Miami (Miami Vice) (série télévisée) : Linda Colby
- 1987 : Dragnet : Jane Kirkpatrick
- 1987 : Inspecteur Wexford (The Ruth Rendell Mysteries) (série télévisée) : Margaret Lipton
- 1988 : Dangerous Curves : Miss Reed
- 1989 : Alfred Hitchcock présente (Alfred Hitchcock Presents) (série télévisée) : Karen & Kate Lawson
- 1989 : Un privé nommé Stryker (B.L. Stryker) (série télévisée)
- 1989 : Pasión de hombre : Gloria
- 1989 : Embrasse-moi, vampire (Vampire's Kiss) : Dr Glaser
- 1989 : Rick Hunter (Hunter) (série télévisée) : Felicia Green
- 1989 : Arabesque (Murder, She Wrote) (série télévisée) : Emily Broussard
- 1990 : Blue Bayou (TV) : Lolly Fontenot
- 1990 : Another World (feuilleton TV)
- 1990 : Evening Shade (série télévisée) : Freida Evans
- 1991 : Une vie brisée (Reason for Living: The Jill Ireland Story) (TV) : Vicky
- 1991 : Love and Curses... And All That Jazz (TV) : Emmalina
- 1992 : Harnessing Peacocks (TV) : Grandmother
- 1992 : Dans le seul intérêt des enfants (In the Best Interest of the Children) (TV) : Carla Scott
- 1994 : Dans la chaleur de la nuit (In the Heat of the Night) (série télévisée) : Maybelle Cheseboro
- 1994 : New York, police judiciaire (Law & Order) (série télévisée) : Gwen Young
- 1995 : The Buccaneers (feuilleton TV) : Mrs. Closson
- 1995 : L'Homme à la Rolls (Burke's Law) (série télévisée) : Mary Burton
- 1995 : Les Anges du bonheur (Touched by an Angel) (série télévisée)
- 1996 : Shoot the Moon : Mrs. Comstock
- 1996 : Le Monde de Dave (Dave's World) (série télévisée) : Jeanette
- 1996 : La Force du destin (All My Children) (feuilleton TV) : Madge Sinclair
- 1996 : Hé Arnold ! (Hey Arnold!) (série télévisée) : Mrs. Vitello
- 1996 : Caroline in the City (série télévisée) : Natalie
- 1997 : Sleeping Together : Mrs. Tuccinini
- 1998 : Happiness : Diane Freed
- 1999 : Gary & Linda (Just the Ticket) : Mrs. Paliski
- 1999 : Homicide (Homicide: Life on the Street) (série télévisée) : Madeline Pitt
- 1999 : New York, unité spéciale (saison 1, épisode 1) : Serena Benson
- 2000 : Labor Pains
- 2001 : Home Sweet Hoboken
- 2002 : Hé Arnold !, le film (Hey Arnold!: The Movie) : Mrs. Vitello (voix)
- 2007 : The Cake Eaters : Marg
- 2010 : Treme : Tante Mimi
- 2019 : Poupée Russe : Ruth

## Théâtre
- 1961 : Take Her, She's Mine
- 1963 : Barefoot in the Park
- 1974 : La Chatte sur un toit brûlant (Cat on a Hot Tin Roof)

## Distinctions
- Tony Award de la meilleure comédienne dans un second rôle en 1962 pour Take Her, She's Mine.
- Nomination au Tony Award de la meilleure comédienne en 1964 pour Barefoot in the Park.
- Nomination au prix du meilleur espoir féminin lors des BAFTA Awards en 1965 pour Les Ambitieux.
- Nomination au Golden Globe du meilleur second rôle féminin en 1965 pour Les Ambitieux.
- Prix du meilleur espoir féminin lors des Laurel Awards en 1965.
- Nomination au Tony Award de la meilleure comédienne en 1975 pour La Chatte sur un toit brûlant.
- Nomination au prix du pire second rôle féminin lors des Razzie Awards 1980 pour Windows.
- Nomination à l'Emmy Award du meilleur second rôle féminin dans une série de comédie en 1991 pour Evening Shade.

## Voix françaises
- Françoise Fechter dans Les Ambitieux
- Martine Sarcey (*1928 - 2010) dans Le Témoin du troisième jour
- Évelyn Séléna dans Morts suspectes
- Béatrice Brunel dans La Nef des fous
- Béatrice Delfe dans Paternity
- Martine Messager (*1940 - 2007) dans Embrasse-moi, vampire
- Perrette Pradier (*1938 - 2013) dans Treme (série télévisée)
- Frédérique Cantrel dans Ocean's 8
- Annie Balestra dans Poupée russe (série télévisée)